# سار تک‌رنگ
سار قهوه‌ای (نام علمی: Lamprotornis unicolor) نام یک گونه از سرده سارهای درخشان است.